# Tim Pollmann
Tim Pollmann (* 5. Januar 1990 in Kelheim) ist ein deutscher Fußballspieler. Der beidfüßige  Defensivspieler wird vornehmlich als Innen- oder Linksverteidiger eingesetzt.

## Karriere
Pollmann begann zunächst als Stürmer in der F-Jugend vom SV Saal an der Donau, für den er bis zu seinem zehnten Lebensjahr spielte. Anschließend wechselte er über die SG Post/Süd Regensburg zum SSV Jahn Regensburg. Dort spielte er anfangs noch im offensiven Mittelfeld, ehe er als A-Jugendlicher schließlich in der Abwehr landete. Mit 18 Jahren debütierte Pollmann als Kapitän der A-Junioren-Bundesliga-Mannschaft am elften Spieltag in der Drittligasaison 2008/09 für die erste Mannschaft der Jahn. Insgesamt kam er auf zwölf Saisoneinsätze, sechs davon über 90 Minuten, und landete mit der Mannschaft am Ende der Spielzeit auf dem 15. Tabellenrang.
Nach seiner Debütsaison und erfolgreich erworbenem Abitur am Donau-Gymnasium Kelheim wechselte Pollmann gemeinsam mit Moise Bambara zum Ligakonkurrenten FC Ingolstadt 04, die zuvor aus der 2. Bundesliga abgestiegen sind. Dort kam der Abwehrspieler allerdings nur in der fünftklassigen Bayernliga für die zweite Mannschaft zum Einsatz und wurde nach einem halben Jahr aus dem Profikader gestrichen. Im Training zog er sich 2010 einen Kreuzbandriss im linken Knie zu, von dem er sich nach mehreren Rückschlägen bis zu seinem Vertragsende 2012 nicht mehr erholen konnte.